# Robopocalypse
Robopocalypse è un romanzo di fantascienza di Daniel H. Wilson pubblicato nel 2011.
Lo scrittore Robert Crais e Booklist hanno paragonato il romanzo alle opere di Michael Crichton e di Robert A. Heinlein. È divenuto un bestseller della classifica del New York Times.

## Trama
In un mondo in cui le macchine sono più evolute e imparano ad essere sempre più autonome scoppia una rivolta contro gli umani.

## Altri media
L'uscita di un adattamento cinematografico diretto da Michael Bay e prodotto da Steven Spielberg era prevista entro il 2020. Inizialmente Spielberg avrebbe dovuto essere anche regista, ma a causa di altri impegni lasciò il lavoro al collega con cui aveva già collaborato nella serie dei Transformers.